# Apiine
L'apiine est un composé chimique de la famille des hétérosides de flavone. C'est le 7-apioglucoside de l'apigénine, présent notamment dans le persil et le céleri.